# Europameisterschaften im Bogenschießen 1986
Die 9. Europameisterschaften im Bogenschießen wurden am 28. und 29. Juni 1986 in Izmir, Türkei ausgetragen.

## Ergebnisse
Es wurden nur Medaillen in Disziplinen mit dem Recurvebogen vergeben.
| Disziplin         | Gold                                                                                               | Silber                                                | Bronze                                                           |
| ----------------- | -------------------------------------------------------------------------------------------------- | ----------------------------------------------------- | ---------------------------------------------------------------- |
| Männer Einzel     | Tomi Poikolainen                                                                                   | Igor Prokopjew                                        | Tiny Reniers                                                     |
| Frauen Einzel     | Ljudmyla Arschannikowa                                                                             | Jelena Marfel                                         | Sebinisso Rustamowa                                              |
| Männer Mannschaft | Sowjetunion Igor Prokopjew Munko-Badra Daschizrenow Vitalij Schin Wladimir Maximow Alexander Aulow | Finnland Tomi Poikolainen Mika Savola Kyösti Laasonen | Schweden Gert Bjerendal Göran Bjerendal Mats Nordlander          |
| Frauen Mannschaft | Sowjetunion Ljudmyla Arschannikowa Jelena Marfel Sebinisso Rustamowa                               | BR Deutschland Manuela Dachner Margot Benz Doris Haas | Frankreich Valérie Marest Marie-Josée Bazin Marie-Louise Turazzi |

## Medaillenspiegel
| Platz  | Land           | Gold | Silber | Bronze | Gesamt |
| ------ | -------------- | ---- | ------ | ------ | ------ |
| 1      | Sowjetunion    | 3    | 2      | 1      | 6      |
| 2      | Finnland       | 1    | 1      | –      | 2      |
| 3      | BR Deutschland | –    | 1      | –      | 1      |
| 4      | Frankreich     | –    | –      | 1      | 1      |
| 4      | Niederlande    | –    | –      | 1      | 1      |
| 4      | Schweden       | –    | –      | 1      | 1      |
| Gesamt | Gesamt         | 4    | 4      | 4      | 12     |